# Петрашевський Олександр Сигизмундович
 Олександр Сигизмундович Петрашевський (нар. 12 липня 1938, Дніпропетровськ, УРСР — пом. 7 липня 2006, Москва, Росія) — радянський футболіст, захисник та російський футбольний функціонер.

## Клубна кар'єра
Олександр  Петрашевський народився 12 липня 1938 року в Дніпропетровську. Кар'єру футболіста розпочав 1956 року в місцевому «Металурзі». Саме під такою назвою на той час виступало дніпропетровське «Дніпро». Кольори дніпропетровського клубу захищав до 1957 року, за цей час у першій лізі СРСР зіграв 33 матчі, а в кубку СРСР — 2 поєдинки. У 1958 році перейшов до тбіліського «Динамо» (Тб), але через надзвичайно високу конкуренцію в грузинському клубі не зіграв жодного офіційного поєдинку за головну команду. Натомість захищав кольори динамівців у першості дублерів, в якій зіграв 8 поєдинків. Того ж року перейшов до складу дніпродзержинського «Хіміка», який виступав у першій лізі чемпіонату СРСР. У складі дніпродзержинців зіграв у 4-ох матчах радянського чемпіонату.
У 1959 році повернувся до складу дніпропетровського «Металурга», кольори якого захищав до 1961 року. У складі дніпропетровського клубу в чемпіонаті зіграв 44 матчі та відзначився 6-ма голами, ще 1 поєдинок провів у кубку СРСР. У 1961 році перейшов до горлівського «Шахтаря», кольори якого захищав до 1962 року. З 1963 по 1964 роки виступав у ярославльському «Шиннику». В 1963 року зіграв 15 матчів у першій лізі чемпіонату СРСР. Олександр допоміг «Шиннику» вийти до вищої ліги чемпіонату СРСР. У 1964 році в вищій лізі не зіграв жодного поєдинку. Того ж року повернувся до «Дніпра», в складі якого в першій лізі чемпіонату СРСР зіграв 23 матчі. По завершенні сезону завершив кар'єру футболіста.

## Кар'єра тренера
У 1965 році закінчив Дніпропетровський державний інститут фізкультури. З 1966 по 1970 рік працював начальником команди «Дніпро» (Дніпропетровськ), з  1971 по 1973 асистент Лобановського у Дніпрі, (заслужений тренер УРСР,1971),а з1974 по 1976 рік — тренер київського «Динамо». З 1975 по 1976 тренер збірної СРСР. У 1976 році разом з Олександром Петрашевским олімпійська збірна СРСР виграла бронзові медалі на Олімпіаді в Монералі. У 1977—1978 роках був начальником команди в мінському «Динамо». З 1979 по 1980 працював старшим тренером дніпропетровського «Дніпра». З 1981 по 1983 роки тренував московське «Динамо», а з 1984 по 1985 роки — тренував юнацьку команду цього клубу. З 1986 по 1989 роки був тренером московського «Локомотива». У 1990 році — начальник команди «Зеніт» (Ленінград). З 1991 по 2002 роки — незалежний фахівець-консультант по селекційній роботі. З листопада 2002 по листопад 2005 років — спортивний директор московського «Динамо».
Помер 7 липня 2006 року. Похований на Олексієвському цвинтарі Москви.